# Manderley Castle

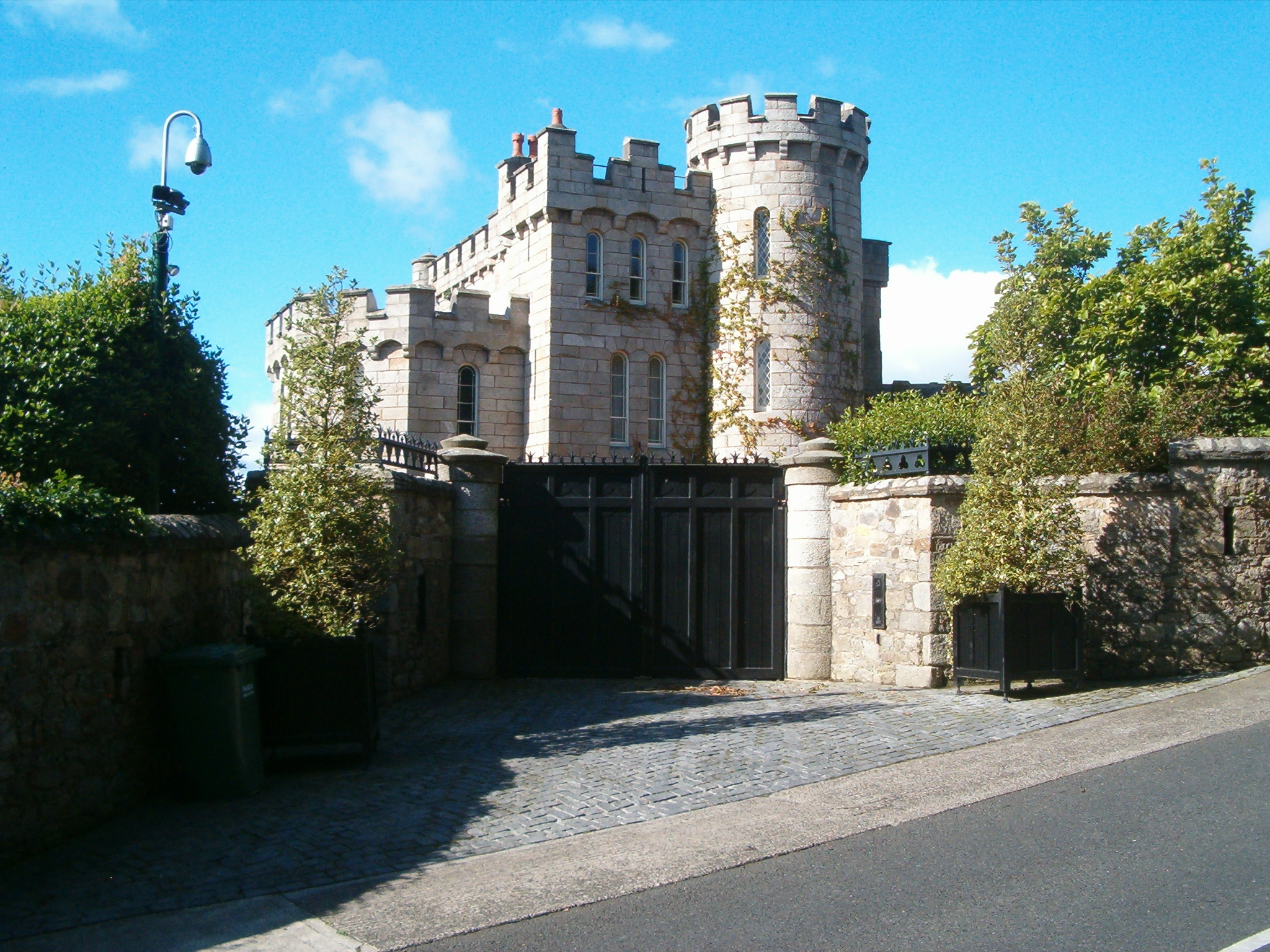
Manderley Castle

Das Manderley Castle (irisch Caisleán Mhanderley), zuvor als Victoria Castle und Ayesha Castle bekannt, ist ein neugotisches Schloss nahe des Killiney Hill im County Dún Laoghaire-Rathdown,  südöstlich der Hauptstadt Dublin, in Irland.
Das Schloss wurde 1840 von Robert Warren errichtet, der es zu Ehren der Krönung von Königin Victoria den Namen Victoria Castle erhielt. 1924 kam es zu einem schweren Brand. 1928 führte Sir Thomas Power Restaurierungsarbeiten durch und änderte den Schlossnamen in Ayesha Castle, was auf Arabisch „Blume“ bedeutet.
Das Anwesen befindet sich derzeit im Besitz der irischen Musikerin Enya, die es 1997 für 3.450.000 US-Dollar kaufte und in Manderley Castle nach dem gleichnamigen Schloss in ihrem Lieblingsfilm Rebecca umbenannte.